# 1993年のテレビ (日本)
1993年のテレビ（1993ねんのテレビ）では、1993年（平成5年）の日本におけるテレビジョン放送全般の動向についてまとめる。

## 番組関係のできごと

### 1月
- 1日 - NHK衛星第2テレビ、『'92ベルリン・フィルのジルヴェスター・コンサート』を初めて高音質のBモードステレオで衛星生中継[1]。同日夜には、『ウィーンフィル・ニューイヤーコンサート'93』がこの年も同ステレオで衛星生中継された[2]。共に、NHK放送センターにてこの日から稼働を開始した、映像・音声共にフル・デジタル化した装備を持つCU-226スタジオで中継受けを行った[注 1][3][4]。
- 6日 - 20時45分、皇太子妃に小和田雅子が内定との緊急ニュースが入り、テレビ各局は放送中の番組を途中打ち切り及び21時以降休止し、報道特別番組を放送した[注 2][注 3]。
- 8日 - TBS系「金曜ドラマ」枠で、男性教師と女子生徒の禁断の愛を描いたドラマ『高校教師』（脚本：野島伸司、主演：真田広之、桜井幸子）が放送開始（全11回、 - 3月19日）[5][6][7]。
- 9日 - TBS系土曜19時30分枠のロート製薬一社提供番組で『クイズダービー』の後番組として、笑福亭鶴瓶司会の『クイズテレビずき!』が放送開始。なお、『こりゃまた結構』（1967年）以来26年続いた同枠のロート製薬一社提供番組は、これが最後となった[注 4]（ - 9月25日）。
- 10日 - NHK大河ドラマ第31作『琉球の風』（主演：東山紀之）放送開始（全23回、 - 6月13日）。同作品は大河ドラマで初めて沖縄県を舞台としたもので、同枠では史上初の半年間という異例の短期放送となった。

### 2月
- 5日 - NHKはこの日、1992年9月30日・10月1日に放送された『NHKスペシャル「奥ヒマラヤ禁断の王国・ムスタン」』において、3日付の朝日新聞でやらせが報じられた件で「内容の一部に事実と異なる点やゆきすぎた表現があった」として訂正放送を行い、謝罪した。

### 3月
- 8日 - TBS系の『ナショナル劇場』時代劇『大岡越前 第13部』第17話「舅も認めた婿手柄」で佐橋孫兵衛役の佐野浅夫が降板[注 5]。佐野は1988年2月29日放送の『大岡越前 第10部』から足掛け5年にわたって出演した。
- 25日 - 31日 - フジテレビ系『森田一義アワー 笑っていいとも!』ではこの週、春の改編によりレギュラー陣の人事異動を実施。まず、金曜日にレギュラー出演していたちはるが25日の放送で降板。わずか半年間のレギュラー出演だった。また、火曜日にレギュラー出演していたダウンタウンが30日で、さらに水曜日レギュラーだった片岡鶴太郎（タレント・俳優・書画家）[注 6] が31日でそれぞれ降板。ダウンタウンは1989年4月から火→月→火曜と渡り歩き足掛け4年、鶴太郎は1985年10月から火→水曜と渡り歩き足掛け7年半にわたって出演した。
- 28日 - TBS系の老舗ドラマ枠『東芝日曜劇場』が1956年（昭和31年）の放送開始当初より足かけ37年にわたる単発ドラマ枠としての歴史に幕。単発最後の作品（放送通算1877回目）は橋田壽賀子脚本、石井ふく子プロデュースによる『おんなの家』。翌4月より連続ドラマ枠へ衣替えする。
- 29日 - TBS系のワイドショー・『スーパーワイド』は蓮舫（2024年まで立憲民主党参議院議員・元民進党代表）[注 7] に代わって元フジテレビアナウンサーの宮崎総子が加入。
- 31日
  - フジテレビ系の昼ニュース『FNNスピーク』のメインキャスターを1988年4月1日から足掛け5年務めた城ヶ崎祐子アナウンサー（当時）が卒業。
  - 同じくフジテレビ系で、1990年まで放送された歌謡番組『夜のヒットスタジオ』の復刻特番『夜のヒットスタジオリターンズスペシャル』を放送。司会は『夜ヒット』第3代男性司会者の井上順を中心に、出演回数169回を誇る歌手の田原俊彦、八木亜希子アナウンサー（当時、後にフリーアナウンサーに転身）の3人が務めた。なお、フジテレビ系ではこの日、山形テレビのネット最終日となった。

### 4月
- 1日
  - TBS系の報道番組がリニューアル。『ビッグモーニング』はメイン司会が生島ヒロシに代わって『JNNニュースの森』の荒川強啓が担当。荒川の抜けた『ニュースの森』は新メインキャスターに政経部平河クラブキャップの杉尾秀哉。スポーツコーナーは安東弘樹（平日）アナウンサーが参入しスタジオ及び音楽が新しくなった。『JNNニュース1130』は近藤美矩と福島弓子と戸田恵美子（旧姓・畑）アナウンサーが登板。『筑紫哲也NEWS23』第2部キャスターは有村かおりアナウンサーが登板。『JNNスポーツ&ニュース』は佐古忠彦と畑恵美子アナウンサーが登板。『JNN報道特集』は阿川佐和子が登板。
  - フジテレビ系の報道番組がリニューアル。午前6時30分（6:30 - 7:30）には上田昭夫司会の『FNN おはよう!サンライズ』がスタート（ - 1994年3月31日）。アシスタントは（月〜水）を木幡美子、（木・金）を近藤サト両アナウンサーが務めた。『おはよう!ナイスデイ』は新アシスタントに軽部真一 、小島奈津子両アナウンサーが新加入。『FNNスピーク』は『FNN World Uplink』司会の向坂樹興（木・金）担当、河野景子（月～水）に加え田代尚子（木・金）、阿部知代（土）両アナウンサーが新加入。関西テレビ放送制作（KTV）の『土曜大好き!830』は藤吉久美子が登板。『産経テレニュースFNN』は『FNNスピーク』土曜版サブ担当の阿部知代が登板。『FNNスーパータイム』FCIワールドコーナーが新設し、城ヶ崎祐子が週末版を担当して以来、5年半ぶりに復帰。同時にオープニング演出及びCMに突入時のアタックに変更。『FNN NEWSCOM』は時間を25分から30分に延長し「太郎のCOらM」がスタート。『プロ野球ニュース』は月曜日を同番組解説者の田尾安志とタレントの森口博子、火曜日から土曜日を中井美穂アナウンサー。日曜日は副題を「SUNDAYBIRD」[注 8] と題し、タレントの森脇健児、同番組解説者の関根潤三、八木亜希子アナウンサーがそれぞれ担当。またこれに合わせて子供向けバラエティ番組『ウゴウゴルーガ』が放送時間を6時10分→7時30分へ移動。1週間通しで生放送が行われた（これ以後も数回、生放送が行われた）。
- 2日
  - テレビ朝日系の平日朝枠、NET（日本教育テレビ）時代の1964年から続いた朝のワイドショーの草分け『モーニングショー』が一旦終了、第1期としては29年の歴史に幕[注 9]。翌週より新番組『スーパーモーニング』へ継承。
  - テレビ朝日系では昼枠でも『人間探検!もっと知りたい!!』が終了、『アフタヌーンショー』から続いてきた平日正午枠の他系列局への時差ネット（14:00もしくは15:00から）も前日までに[注 10]終了。他系列局で放送されるテレビ朝日製作ワイドショーは『スーパーモーニング』のみとなった[注 11]。
- 3日
  - テレビ朝日系の紀行番組『朝だ!生です旅サラダ』がこの日から放送開始。（2025年現在も放送中）。
  - テレビ朝日系の情報番組『ステーションEYE』が2年遅れで週末版をスタート。キャスターを前番組の清文枝と朝日放送アナウンサー（当時）の村田好夫が担当。
- 5日
  - NHKで1993年度の新年度編成開始。
    - 平成5年度前期連続テレビ小説『ええにょぼ』（大阪放送局制作、主演：戸田菜穂）放送開始（ - 10月2日、全156回）。
    - NHK総合では朝に『NHKニュースおはよう日本』（2025年現在も継続中）、夜7時に『NHKニュース7』（同）、9時に『NHKニュース9』といったニュース番組を新設。また20時40分枠に20分ドラマ枠『ドラマ新銀河』を新設。この他、報道情報番組『クローズアップ現代』、社会・文化情報番組『ナイトジャーナル』を放送開始[8]。
    - 当時NHK総合・教育テレビの長寿子供番組『おかあさんといっしょ』のうたのおにいさんが坂田おさむから速水けんたろうへ8年ぶりに交代。さらにうたのおねえさんが神崎ゆう子から茂森あゆみに、たいそうのおにいさんが天野勝弘から佐藤弘道へ6年ぶりに交代。
    - 教育テレビでは子供向けバラエティ番組『天才てれびくん』放送開始。以後『天才てれびくんワイド』（1999年）→『天才てれびくんMAX』（2003年）→『大!天才てれびくん』（2011年）→『Let's天才てれびくん』（2014年）→『天才てれびくんYOU』（2017年）→『天才てれびくんhello,』（2020年）→『天才てれびくん』（2023年）と改題を繰り返しながら放送されている。

  - 日本テレビの報道番組がリニューアル。『朝一番天気!あさ天』は5時15分と『NNN昼のニュース』は11時50分までと『読売新聞ニュース』は15時50分に放送時間変更。『NNNニュースプラス1』スポーツコーナーは平川健太郎アナウンサーと『NNNきょうの出来事』はメインキャスターの藪本雅子アナウンサーとスポーツコーナーは鈴木健と河村亮アナウンサーが登板。
  - 読売テレビ・日本テレビ系で14〜15時枠にワイドショー『ザ・ワイド』放送開始。メインキャスターは元NHKアナウンサーの草野仁とタレントの飯星景子が務めた（ - 2007年9月）。
  - フジテレビ系昼前の情報番組枠は『どうーなってるの?!』を放送開始。初代司会は前番組『ジョーダンじゃない!?』から引き続き小倉智昭とフジテレビアナウンサー（当時）の中村江里子が担当。その後同番組は放送時間変更・司会者交代・タイトル改題を経て、2001年3月まで約8年にわたり続く。
  - フジテレビ系『笑っていいとも!』では4月期新レギュラーが加入（月：トミーズ、火：ダチョウ倶楽部、水：久本雅美、金：篠原涼子（篠原は10月1日で降板））。
  - フジテレビ系で、開局35周年記念番組および正月恒例特番『新春かくし芸大会』の30回放送を記念した特別番組『スターかくし芸大会!栄光の30年スペシャル』を放送。
  - テレビ朝日系で平日と土日朝・昼・夜のワイド番組を改編。『CNNデイブレイク』は朝5時半放送開始に。新キャスターに戸田信子が登板。朝8時枠には『スーパーモーニング』を開始。初代司会者は、同局系『ニュースステーション』のレポーターとして人気を集めた若林正人他が務めた（ - 2011年4月1日）。これに合わせて『やじうまワイド』は15分短縮の『新やじうまワイド』とタイトルを変え田中滋実アナウンサーをアシスタントに加えと『首都圏ライナー』から『首都圏ニュース』がリニューアル。また正午枠には『ザ・ニュースキャスター』を開始（ - 1994年9月30日）。『ニュースキャスター』以降の平日正午枠の番組ははANNフルネット局のみの放送に。『ステーションEYE』はメインキャスターに渡辺宜嗣アナウンサー（当時）と蓮舫を起用と『ザ・スクープ』は三崎由紀が起用と『スポーツフロンティア』は板東英二と川瀬眞由美アナウンサー（当時）が起用。
  - テレビ東京の報道番組がリニューアル。朝6時半には『ビジネスレーダー』を開始。梅津智史と山形亜裕子アナウンサーが登板。『TXNニュースワイド11』は久保田麻三留と槇徳子アナウンサーが登板。『TXNニュース THIS EVENING』は鶴岡巍と春日美奈子アナウンサーが登板。『ワールドビジネスサテライト』は村井正信キャスターが登板。
- 7日 - TBS系にて深夜枠の音楽ランキング番組『COUNT DOWN TV』放送開始（ - 2021年3月21日）。
- 10日
  - NHK総合で若者向け公開音楽番組『ポップジャム』放送開始（当時は『ポップジャム'93』）。初代司会は本木雅弘で、当時は月1〜2回の単発だった。2年後の1995年よりレギュラー化、司会交代や時間枠移動を繰り返しながら2007年3月まで14年にわたって続き、その後の『MUSIC JAPAN』（2007年 - 2016年）に継承された。
  - 尼子騒兵衛原作の忍者ギャグマンガ『落第忍者乱太郎』をアニメ化したテレビアニメ『忍たま乱太郎』を、この日からNHK総合で開始。1994年3月19日まで放送して一旦中断後、同年10月3日からNHK教育（Eテレ）に移行し再開。
- 11日 - TBS系『東芝日曜劇場』が連続ドラマ枠として再出発。第1回作品は山田太一作、小林薫主演の『丘の上の向日葵』（全12回、 - 6月27日）。葉月里緒菜（現：葉月里緒奈）のドラマデビュー作ともなった。なお、同枠は2025年現在も『日曜劇場』として継続中。
- 12日 - フジテレビ系月9枠にて、兄弟姉妹の絆を描いたドラマ『ひとつ屋根の下』（野島伸司脚本、出演：江口洋介、福山雅治 他）放送開始（全12回、 - 6月28日）。4年後には続編も制作された。
- 13日 - 毎日放送制作・TBS系にて、逸見政孝・上岡龍太郎コンビ司会の教養バラエティ番組『逸見のその時何が!』を放送開始。後述する逸見の闘病入りもあり、9月21日をもって終了した。
- 17日 - NHK総合にて、歌謡曲・演歌専門の公開歌謡番組『NHK歌謡コンサート』放送開始。初代司会者は堺正章・東ちづる（ - 2016年3月）。

### 5月
- 15日 - プロサッカー・Jリーグがこの日開幕。開幕カード『ヴェルディ川崎対横浜マリノス』戦（国立競技場）をNHK総合テレビで生中継。以後、毎週水曜日と土曜日に開催されるJリーグの試合を各局が中継。
- 16日 - TBSでJリーグを中心とした情報番組『速報Jリーグ』を放送開始。その後同年10月3日から『ネッスル・スーパーサッカー Jリーグエクスプレス』にリニューアルし、タイトルや放送時間を幾度移動しながら2021年まで単独番組として放送。
- 17日 - TBS系で3代目水戸光圀役・佐野浅夫を迎えた『ナショナル劇場』（後のパナソニック ドラマシアター）時代劇『水戸黄門 第22部』が放送開始。本部で25年目に突入し、プロデューサーが五十嵐通夫となった。
- 29日 - フジテレビで1961年から続いた長寿番組『キンカン素人民謡名人戦』がこの日を最後に、32年4ヶ月の幕を降ろす。

### 6月
- 9日 - 皇太子徳仁親王と雅子妃の御成婚パレードをNHK・民放各局で午前から午後にかけて生中継。
- フジテレビ系『ウッチャンナンチャンのやるならやらねば!』のスタジオ収録中、ゲスト出演していたバンド、BEYONDのメンバーウォン・カークイが重傷を負う事故が発生。ウォンは30日に死亡し、同局は死亡事故の責任を取る形として、26日放送分で同番組を打ち切りとする措置をとった。

### 7月
- 4日 - NHK大河ドラマ第32作『炎立つ』（出演：渡辺謙 他）放送開始（ - 1994年3月）。
- 12日 - 北海道南西沖地震がこの日の22時17分に発生。NHKは総合・教育・BS1・BS2の全4波で地震発生直後から地震関連の情報を終日サイマル放送で伝えた。
- 18日 - 第40回衆議院議員総選挙が行われ、NHK・民放各局で夜に選挙特番を放送。
- 24日 - 日本テレビにて、番宣バラエティ番組『TVおじゃマンボウ』（司会：中山秀征・麻木久仁子）放送開始（ - 2006年3月25日）。

### 8月
- 6日 - 平成5年8月豪雨で報道特番実施。
- 9日 - 非自民・非共産の8党連立による細川護熙内閣が発足。同日午後、NHKと民放各局の生放送番組にて細川護熙首相（当時。後に陶芸家に転身）の就任記者会見を中継。NHK総合では夜の『ニュース7』を拡大し『NHKニュース特集』とし20:45まで放送、さらに『ニュース9』も拡大して放送された。また翌10日の21時30分に特別番組『新閣僚に問う』を放送した[9]。
- 13日～22日 - 第4回世界陸上競技選手権大会がドイツ・シュトゥットガルトにて開催、日本テレビ系にて3大会連続で独占中継。

### 9月
- 6日 - 元フジテレビアナウンサーで、フリーアナウンサー・タレント・司会者の逸見政孝が記者会見を開き、自ら病名は癌であることを告白。記者会見の模様は各局ワイドショーで生中継（および中継録画）され、反響を呼んだ。また、逸見の緊急入院に伴い、出演番組を抱えるテレビ各局は対応に追われた。
  - 逸見が1991年の番組開始当初から出演していたフジテレビ系『たけし・逸見の平成教育委員会』は、10月放送の2時間特番を逸見抜きで収録を行った[注 12]。また同月の『'93FNS番組対抗!なるほど!ザ・秋の祭典スペシャル』でも『平成教育委員会』コーナーで、逸見の元同僚だった須田哲夫アナウンサーが代理の級長役を務めた。また12月11日以降放送分より逸見に代わり中井美穂アナウンサー（当時、後にフリーアナウンサーに転身）が出演（逸見の没後もしばらく『たけし・逸見の〜』冠を残したが、翌1994年8月、司会のビートたけしの事故により、冠が外れる形となり同年10月29日から『平成教育委員会』が正式タイトルとなった[注 13]。レギュラー放送は1997年9月で終了したが、その後は年数回の特番で放送）。
  - 逸見が1988年の番組開始当初から司会を務めていた日本テレビ系『クイズ世界はSHOW by ショーバイ!!』でも、逸見の代役司会を山城新伍（レギュラー解答者）[注 14]、高田純次（同）、島田紳助らが週交代で務めた[注 15]。
  - 『〜ショーバイ!!』以外にも日本テレビ系では、逸見が司会していた音楽バラエティ番組『夜も一生けんめい。』は元同局アナウンサーの徳光和夫が代役で司会を務め[注 16]、また同様に逸見司会のトークバラエティ番組『いつみても波瀾万丈』は元同局アナウンサーの福留功男が代役を担当。前者は翌1994年3月の番組終了まで徳光が務め[注 17]、後者はそのまま福留が2代目司会者に就任（2008年9月の番組終了まで）。
  - 毎日放送・TBS系で4月13日より放送していた『逸見のその時何が!』が21日放送をもって終了。毎日放送では、後番組に予定していた『逸見・上岡の迫って!GABURI。』の企画を変更。前番組『その時何が!』から引き続き逸見と共に司会を務める予定だった上岡龍太郎も降板、島田紳助を単独で司会に据える形に変更、冠なしの『迫って!GABURI。』に改題の上、10月12日より放送開始（ - 1994年3月）。
  - この他フジテレビ系で10月より逸見が司会を務める予定だった新番組『逸見・森口の平成初恋談義』は、逸見同様にパートナーの森口博子も冠を外し『平成初恋談義』と改題、逸見に代わり板東英二が司会を務めることとなり、下述の『志村けんの〜』の後番組として、10月18日より月曜20時枠で放送開始（ - 1994年3月）。
- 10日 - コミックバンド・ハナ肇とクレージーキャッツのリーダーであるハナ肇が死去（63歳没）。翌11日にはフジテレビ系で追悼特番『ハナ肇さん・やすらかに!私たちはあなたのことを忘れない』を放送、同局でハナが出演した『おとなの漫画』や『新春かくし芸大会』などを放送した。なお同日の関東地区では、日本テレビ正午の『傑作サスペンス劇場』（『火曜サスペンス劇場』再放送枠）で『ノーサイド -91歳の青春・北島忠治物語』を再放送、またTBS正午の『特選!傑作ドラマシリーズ』でも『金田一耕助の傑作推理』を再放送、2局で同時刻にハナ追悼特番が編成された。
- 27日 -  フジテレビ系月曜20時枠の志村けんメインのコントバラエティ番組『志村けんのだいじょうぶだぁ』（1987年11月 - ）はこの日の2時間スペシャルを最後に、6年弱にわたるレギュラー放送を終了（以後、単発特番で放送）。なお、フジテレビにおける志村メイン・イザワオフィス制作によるコントバラエティは翌々日10月20日からの『志村けんはいかがでしょう』（ - 1995年9月）以降も、放送枠やタイトルを何度も変更しながら継続している。
- 29日 - TBS系の映画番組『水曜ロードショー』が終了。最後の放送作品は『007 リビング・デイライツ』。これにより、同局におけるゴールデンタイム映画番組枠[注 18] が撤退。

### 10月
- Jリーグブームに乗って、サッカーを題材にしたドラマが放送開始（『青春オフサイド!女教師と熱血イレブン』（朝日放送・テレビ朝日系）『オレたちのオーレ!』（毎日放送・TBS系）『もうひとつのJリーグ』（日本テレビ系））。しかしながら、あまり人気が出ず、特に『オーレ』『もうひとつの〜』は短期間で打ち切られた。
- 1日
  - フジテレビ系では、平日帯枠の報道・情報・バラエティ番組が改正。
    - 平日朝の子ども向け番組『ひらけ!ポンキッキ』が番組開始20周年を機にリニューアル、タイトルも『ポンキッキーズ』に改題。開始時刻も8時から7時30分に繰り上げ（以後、放送形態などを変えながら継続（ポンキッキシリーズも参照））。この他、平日早朝5時45分枠にシニア向け番組『オルトレ・イ・チンクワンタ』を設置（ - 1994年3月）。これに伴い『FNNおはよう!サンライズ』は30分番組となり、『ウゴウゴルーガ』は放送時間を7時30分→7時へ繰り上げ（ - 1994年3月）。なお22日には、金曜19時枠で姉妹番組『ウゴウゴルーガ2号』が開始されるが、5か月で終了。
    - 昼の報道番組『FNNスピーク』は月〜水担当の堺正幸アナウンサーと木・金担当の田代尚子アナウンサーが平日担当となる。
    - 平日午後のワイドショー『タイム3』は『タイムアングル』とタイトルを変え、須田哲夫、笠井信輔両アナウンサーの他に大坪千夏アナウンサーを迎え、午後2時開始の90分番組となる（ - 1994年9月）。
    - 夕方の情報番組『FNNスーパータイム』は10年目に突入し姉妹番組『スーパータイム関東』がスタート。また休日版のアシスタントを近藤サトアナウンサーが担当。

  - テレビ朝日系で1981年から平日午前に放送されていた視聴者参加クイズ番組『100万円クイズハンター』がこの日の放送をもって終了、12年の歴史に幕。
- 4日〜
  - NHK平成5年度後期連続テレビ小説『かりん』（主演：細川直美）放送開始（ - 1994年3月）。
  - テレビ朝日の平日（月〜木曜）23時枠に日替わりバラエティ枠『ネオバラエティ』新設。当時はテレビ朝日など一部地域のみでの放送、23時25分からの30分枠で、第1期シリーズは月曜『お茶とウンナン』、火曜が『タブロイドTV』、水曜が『福ぶくろ』、木曜が『KISS・KISS』。以後、放送枠変動・同時ネット拡大・番組入れ替えを繰り返しながら2022年3月まで続いた（ネオバラエティ#番組の変遷も参照）。
  - フジテレビ系『笑っていいとも!』、10月期新レギュラーとして、月曜日にタレントの清水圭、金曜日にアイドル歌手でタレントの穴井夕子（東京パフォーマンスドール所属、当時）が加入。また、木曜日レギュラーの森脇健児と、金曜日レギュラーのK2の出演曜日を交換（笑っていいとも!レギュラー出演者一覧も参照）。また、この日の放送より番組終盤の帯コーナー「爆笑!オールスター タモリンピック」が廃止、日替わりコーナー枠を設置[注 19]。
- 9日 - 日本テレビ系で1990年（平成2年）から放送されてきた三田佳子主演のドラマシリーズ『外科医・有森冴子』がこの日放送の「さよならスペシャル」をもって、3年にわたる歴史に幕。
- 10日 - フジテレビ系で料理エンターテイメント番組『料理の鉄人』放送開始。当時は日曜22時30分からの30分番組（→1994年4月より金曜23時枠へ移行）。主宰（事実上の司会）に俳優の鹿賀丈史、レギュラー料理人（料理の鉄人）には道場六三郎らを起用。1999年9月24日まで6年続く人気番組となった[注 20]。
- 11日〜 - TBS系月〜木19時枠の日替わりバラエティ『ムーブ』が『ザッツ!』と改名。木曜日の『上岡龍太郎の男と女ホントのところ』は『上岡龍太郎VS50人』と改題して継続したが、他の3番組は全て入れ替え、月曜日の『関口宏の東京フレンドパーク』は、この時期のみ『関口宏のPAPAパラダイス』となった。なお同枠は1994年3月で廃枠となり、火曜日の『ウェディングベル』はそのまま、木曜日の『上岡龍太郎VS50人』は『上岡龍太郎がズバリ!』と改題し独立。また同枠の水曜日は、コサキン（小堺一機・関根勤）とルー大柴の出演による『コサキンルーの怒んないで聞いて!!』（ - 1994年3月）が放送された[10]。
- 16日 - テレビ朝日系にて、井上雄彦作のバスケットボール漫画を原作とするアニメ『SLAM DUNK』が放送開始（東映アニメーション制作、 - 1996年3月23日）。
- 21日 - 読売テレビ・日本テレビ系木曜22時枠にて、ダウンタウン司会のトークバラエティ[注 21]『ダウンタウンDX』放送開始[10]（ - 2025年6月26日）。
- 28日 - テレビ東京系でワールドカップサッカーアジア地区最終予選「日本×イラク」戦を中継。日本がイラクに引き分けたためW杯出場を逃した「ドーハの悲劇」として語り継がれるこの試合は、同局開局以来最高となる48.1%（関東地区、ビデオリサーチ調べ）という視聴率を残した。
- 31日 - フジテレビ系で1981年から放送された特撮テレビドラマシリーズ『東映不思議コメディーシリーズ』（石ノ森章太郎原作）が、第14作となる『有言実行三姉妹シュシュトリアン』の最終回を以て、『ロボット8ちゃん』から続くシリーズ全14作、12年の歴史に幕。翌週からはアニメ枠に転換し、東映アニメーション制作のサッカーアニメ『蒼き伝説シュート!』が開始される。

### 11月
- 16日 - 日本テレビ系でバレーボールの国際大会『1993年ワールドグランドチャンピオンズカップ』を中継。

### 12月
- 13日 - 福武書店（後のベネッセコーポレーション）のキャラクター「しまじろう」を主人公としたテレビアニメ『しましまとらのしまじろう』がテレビせとうち制作・テレビ東京系列でこの日より放送開始[注 22]（ - 2008年3月31日）[10]。その後も続編となるシリーズが制作され、2025年現在も続く長期シリーズとなる。
- 16日 - 元内閣総理大臣の田中角栄がこの日死去（75歳没）し、田中の訃報を受け、NHKや民放各局は田中の死去を伝える報道特別番組を放送したほか、各局のニュース番組でもトップで報道した。
- 24日 - 読売テレビ制作・日本テレビ系『朝の連続ドラマ』がこの日放送の『のんの結婚』の最終回を以って廃枠、7年8か月にわたる歴史に幕。
- 25日 - 9月6日の会見後、闘病生活を送っていた逸見政孝がこの日死去（48歳没）し、逸見の訃報を受け、フジテレビおよび日本テレビで逸見の追悼特番を放送。なお、逸見最後のテレビ出演は『たけし・逸見の平成教育委員会』の同月4日放送分だった。
  - 逸見が司会を務めていた日本テレビ系『夜も一生けんめい』は急遽内容を変更し逸見の追悼特番を放送。当初この日に放送を予定していた回は翌1994年1月8日に振り替えて放送された。
- 28日 - 日本テレビ系で1985年から続いた年末時代劇スペシャルが、この年の『鶴姫伝奇 -興亡瀬戸内水軍-』（主演：後藤久美子）を以て9年の歴史に幕。年末時代劇スペシャルは第1作『忠臣蔵』から前作『風林火山』まで毎年12月31日（年度により30日と2日間にわたって放送した作品も存在）に放送されてきたが、最終作となったこの年はこの日の放送となった。
- 29日
  - 日本テレビ系でクイズ特番『クイズ年末はSHOW by ショーバイ!!』をこの日放送。同番組で司会を務めていた逸見政孝が死去したことを受け、番組冒頭にて山城新伍と渡辺正行が追悼の旨を伝えたほか、番組の一部に収録日[注 23] のテロップを出して放送された。
  - フジテレビ系のミニ紀行・グルメ番組『くいしん坊!万才』の8代目くいしん坊を務めた俳優の辰巳琢郎がこの日の放送をもって卒業。辰巳は1991年1月6日から約3年間で出演回数は606回だった[11]。
- 30日 - 31日 - TBS系で年末大型報道特別番組『メディアが伝えた決定的瞬間! 関口宏の報道30時間テレビ』放送。以後1995年まで3年連続で放送された。
- 31日
  - TBS系で『第35回日本レコード大賞』放送（『関口宏の報道30時間テレビ』内）。この年が日本武道館での最後の開催となった。第32回から設けられていた「ポップス・ロック部門」と「歌謡曲・演歌部門」の2賞を廃止し、第31回以来3年振りに大賞は1曲のみに贈られることとなる。大賞は香西かおりの「無言坂」。
  - 『第44回NHK紅白歌合戦』放送。紅組は石田ひかり、白組は堺正章が司会を務めた。平均視聴率は50.1%（2部、関東地区、ビデオリサーチ調べ）と、前年比5.1%に低下。

## その他テレビに関する話題
- フジテレビがこの年の年間視聴率で1982年から12年連続3冠王となる。また、日本テレビが同じくこの年の年間視聴率の全日帯にて視聴率トップとなる（2003年まで続く）。
- 1月30日 - 朝日放送（ABC）が大阪テレビ放送（OTV）として開局した1956年から1990年までオープニングで使用された「OTVシグナルミュージック[注 24]」の作曲者として知られ、テレビ黎明期から数多くのテレビ番組のテーマ音楽を手掛けた作曲家の服部良一がこの日死去（85歳没）。
- 3月19日 - 郵政省（当時）はこの日『NHKスペシャル「奥ヒマラヤ禁断の王国・ムスタン」』のやらせ問題について、NHKに対し郵政大臣名で厳重注意の行政指導を行った。
- 3月31日 - 山形テレビ（YTS）が開局以来続いたフジテレビとのネットを解消、同日でFNN/FNSを脱退。これに伴いYTSではフジテレビ系の番組が姿を消す[注 25]。翌4月1日よりテレビ朝日系ANNネットワークに加盟（→ネットチェンジ#山形県の事例および山形テレビ#歴史も参照）。これに伴い、NNN/NNS系列とANN系列のクロスネットだった山形放送（YBC）はNNN/NNS系列のフルネット局に移行。
- 4月1日 - 朝日放送（ABC）が民間放送教育協会（民教協）に加盟。1975年3月31日の毎日放送（MBS）とのネットチェンジから18年目にして、ABCはテレビ朝日制作の民教協番組をネットすることになる[注 26]（2023年現在も継続）。
- 6月 - NHK福岡放送局・RKB毎日放送・九州朝日放送（KBC）・テレビ西日本（TNC）の親局が、各局の演奏所に併設された送信塔から福岡市早良区百道浜の福岡タワーに集約された[注 27]。
- 9月21日 - この日行われた日本民間放送連盟の第6回放送調査会の会合で、当時テレビ朝日報道局長の椿貞良が第40回衆議院議員総選挙の際の報道について「反自民の連立政権を成立させる手助けになるような報道をしよう」と発言した問題が10月13日付の産経新聞が報道、放送メディアに大きな波紋を与えた（椿事件）。10月25日に椿の証人喚問が行われる[12]。

| 山口朝日放送（10月1日開局）  |  | 大分朝日放送（10月1日開局）  |
| 山口朝日放送 （10月1日開局） |  | 大分朝日放送 （10月1日開局） |

- 10月1日
  - 山口朝日放送（YAB、後のyab）と大分朝日放送（OAB）が開局[13]。これに伴い、ANNに加盟していた山口放送（KRY、NNN/NNS系列）とテレビ大分（TOS、FNN/FNS系列・NNN/NNS系列クロスネット）が9月30日付で退会（KRYはクロスネットを解消し、NNN/NNS系列のフルネット局に移行）。これにより、NNN/NNS、JNN（TBS系列）、FNN/FNSに続き、ANNフルネット局も20局以上となり、21局となった。
  - 静岡県民放送（SKT、けんみんテレビ）が社名を静岡朝日テレビ（SATV、あさひテレビ）に改称[13]。
- 12月16日
  - 元内閣総理大臣であり、郵政大臣時代にテレビネットワークの建立に尽力、また大蔵大臣時代に『大蔵大臣アワー』（日本テレビ）に出演[注 28] した田中角栄がこの日死去（享年75）。
  - 沖縄本島での放送開始から34年目にして、民間放送（沖縄テレビ放送、琉球放送）が宮古・八重山地方で放送開始される。なお、同年7月に新規に沖縄地区に2チャンネル割り当てされた一方の琉球朝日放送（もう一方は開局できず割り当ても取り消し）は、1995年の開局から14年後の2009年に、民間放送の地上デジタル放送が開始されたことに伴いデジタルのみで放送開始となった。
- 12月25日 - 元フジテレビアナウンサーで、フリーアナウンサー・タレント・司会者の逸見政孝がこの日12時47分、胃癌のため東京都内の病院で死去（享年48）。

## 開局
- 4月12日
  - キッズステーション
- 10月1日
  - 山口朝日放送
  - 大分朝日放送

## 周年

### 番組
- 放送開始40周年
  - 『NHK紅白歌合戦』（NHK総合・BS-2）[注 29]
- 放送開始30周年
  - 『大河ドラマ』（NHK総合・BS-2）
  - 『キユーピー3分クッキング』（日本テレビ、1月21日）[注 30]
- 放送開始20周年
  - 『ひらけ!ポンキッキ』（フジテレビ）※この年秋に『ポンキッキーズ』に改題
- 放送開始15周年
  - 『24時間テレビ 「愛は地球を救う」』（日本テレビ / NNN・NNS31局）[注 31]
- 放送開始10周年
  - 『スーパージョッキー』（日本テレビ）
  - 『THE フィッシング』（テレビ大阪）
  - 『レディス4』（テレビ東京）
- 放送開始5周年
  - 『それいけ!アンパンマン』（日本テレビ）
  - 『NNNニュースプラス1』（日本テレビ）
  - 『ワールドビジネスサテライト』（テレビ東京）
  - 『探偵!ナイトスクープ』（朝日放送）

### 開局・放送開始
- 2月1日 - 日本放送協会（NHK）総合テレビジョン本放送開始40周年。
- 2月14日 - NHK熊本放送局教育テレビジョン放送開始30周年。
- 2月20日 - NHK徳島放送局教育テレビジョン放送開始25周年。
- 2月22日 - NHK熊本、鹿児島放送局テレビジョン放送開始35周年。
- 3月1日 - RKB毎日放送テレビジョン放送開始35周年
- 4月1日
  - 開局30周年 - 福島テレビ
  - 開局20周年 - 奈良テレビ放送
- 6月1日 - 山陽放送テレビジョン放送開始35周年
- 6月29日 - NHK岡山放送局教育テレビジョン放送開始30周年。
- 7月1日
  - テレビジョン放送開始35周年 - 西日本放送
  - 開局15周年 - 静岡けんみんテレビ（この年10月に静岡朝日テレビに改称）
- 8月12日 - 岐阜放送テレビジョン放送開始25周年
- 8月28日
  - 開局40周年 - 日本テレビ放送網
  - 開局35周年 - 讀賣テレビ放送、テレビ西日本
- 9月1日 - テレビ愛知開局10周年
- 10月1日 - 新潟テレビ21開局10周年
- 10月15日 - NHK富山放送局総合テレビジョン放送開始35周年
- 10月25日 - 信越放送テレビジョン放送開始35周年
- 11月1日
  - テレビジョン放送開始35周年 - 静岡放送
  - 開局25周年 - テレビ静岡
- 11月3日 - 北海道テレビ放送開局25周年
- 11月15日 - NHK長野放送局総合テレビジョン放送開始35周年
- 11月22日 - 関西テレビ放送開局35周年
- 12月1日
  - 開局35周年 - NHK新潟放送局総合、北陸放送、南海放送テレビジョン
  - 開局30周年 - NHK甲府放送局、NHK長崎放送局、NHK宮崎放送局教育テレビジョン
- 12月4日 - テレビユー福島開局10周年
- 12月16日 - 新潟総合テレビ開局25周年
- 12月23日 - NHK長崎放送局総合テレビジョン放送開始35周年
- 12月24日 - 新潟放送テレビジョン放送開始35周年
- 12月25日 - 東海テレビ放送開局35周年
- 12月28日 - NHK盛岡放送局総合テレビジョン放送開始35周年

## 記念回
- 1月24日 - パネルクイズ アタック25（朝日放送）900回
- 8月27日 - ミュージックステーション（テレビ朝日）300回
- 9月20日 - さんまのまんま（関西テレビ）400回

## 視聴率
（※関東地区、ビデオリサーチ調べ）

### スポーツ
1. ワールドカップサッカーアジア地区最終予選「日本×イラク」（テレビ東京、10月28日）48.1%
2. '94ワールドカップサッカーアジア地区最終予選「日本×韓国」（フジテレビ、10月25日）38.0%
3. 大相撲名古屋場所・千秋楽（NHK総合、7月18日）37.6%
4. 火曜ナイター「巨人×広島」（日本テレビ、5月4日）35.0%
5. 大相撲初場所・13日目（NHK総合、1月22日）34.0%
6. 水曜ナイター「巨人×広島」（日本テレビ、5月5日）33.8%
7. 大相撲春場所・11日目（NHK総合、3月24日）33.3%
8. プロサッカー・Jリーグ開幕戦「ヴェルディ川崎×横浜マリノス」（NHK総合、5月15日）32.4%
9. 日曜ナイター「巨人×ヤクルト」（日本テレビ、5月2日）32.2%
10. ナイター中継'93「ヤクルト×巨人」（フジテレビ、5月7日）32.0%
11. Jリーグ中継「清水エスパルス×ヴェルディ川崎」（フジテレビ、12月1日）30.8%
12. 第69回箱根駅伝・復路 (日本テレビ、1月3日) 27.8%
13. ワールドカップサッカーアジア地区最終予選「日本×北朝鮮｣ (TBS、10月21日) 25.4%

### ドラマ
1. 連続テレビ小説 ええにょぼ（NHK総合、9月4日）44.5%
2. 連続テレビ小説 ひらり（NHK総合、1月23日）42.9%
3. ひとつ屋根の下（フジテレビ、6月21日）37.8%
4. 連続テレビ小説 かりん（NHK総合、10月15日）35.7%
5. 金曜ドラマ 誰にも言えない・最終回（TBS、9月24日）33.7%
6. 金曜ドラマ 高校教師・最終回（TBS、3月19日）33.0%
7. あすなろ白書・最終回（フジテレビ、12月20日）31.9%
8. ダブル・キッチン・最終回 (TBS、6月25日) 30.7%
9. 東京ラブストーリー特別編 (フジテレビ、2月12日) 29.9%
10. 日本テレビ開局40周年記念ドラマ西遊記 (日本テレビ、3月28日) 26.9%
11. 素晴らしきかな人生・最終回 (フジテレビ、9月16日) 25.0%

### バラエティ・歌番組
1. 第44回NHK紅白歌合戦・第2部（NHK総合、12月31日）50.1%
2. 第44回NHK紅白歌合戦・第1部（NHK総合、12月31日）42.4%
3. とんねるずのみなさんのおかげです。秋の特大SP  (フジテレビ、9月30日)　29.1％

### ニュース・報道
1. NHKニュースおはよう日本（NHK総合、9月4日 7:00-8:15）39.6%

## テレビドラマ

### NHK
- 大河ドラマ
  - 琉球の風（主演：東山紀之）
  - 炎立つ（主演：渡辺謙、村上弘明）
- 連続テレビ小説
  - ええにょぼ（主演：戸田菜穂）
  - かりん（主演：細川直美）
- ドラマ新銀河
  - トーキョー国盗り物語 ※第1回作品
  - コラ!なんばしよっとII
  - 南部大吉交番日記
  - 平家物語
- 金曜時代劇
  - 腕におぼえあり3（出演：村上弘明、渡辺徹、峰岸徹 他）
  - 清左衛門残日録
  - はやぶさ新八御用帳
- 包丁いっぽん（主演：萩原聖人）
- 土曜ドラマ
  - 春の一族
  - 系列
  - エトロフ遥かなり
  - 街角

スペシャルドラマ
- 国際共同制作ドラマ ザ・ラストUボート（出演：小林薫、大橋吾郎 他）- 1月2日
- 私が愛したウルトラセブン - 2月13日、20日
- 青春牡丹燈籠 - 8月21日
- がんばらんば〜平成の島原大変〜 - 10月16日

### 日本テレビ系
- 日本テレビ火曜8時枠時代劇
  - 闇を斬る!大江戸犯科帳
- 水曜ドラマ
  - ジェラシー（出演：石田純一、黒木瞳、高橋ひとみ、有森也実 他）
  - 嘘つきは夫婦のはじまり（出演：吉田栄作、南果歩、鈴木杏樹、三浦洋一 他）
  - 引っ越せますか（出演：石黒賢、大地康雄、中嶋朋子、鈴木京香、高橋恵子 他）
  - 同窓会（出演：斉藤由貴、髙嶋政宏、別所哲也、田中美奈子、西村和彦、荻野目慶子、山口達也 他）
- 金曜8時
  - はだかの刑事（出演：松方弘樹、世良公則 他）
  - もうひとつのJリーグ（出演：榊原利彦、高橋由美子、持田真樹、中上雅巳 他）[10]
- 土曜グランド劇場
  - ちょっと危ない園長さん（主演：小林稔侍）
  - 日曜はダメよ（主演：田中美佐子）
  - ポケベルが鳴らなくて（出演：緒形拳、裕木奈江 他）
  - 大人のキス（主演：柴田恭兵、石田純一）
- 読売テレビ制作土曜10時枠
  - お茶の間（出演：渡辺満里奈、成田昭治 他）
  - 彼女の嫌いな彼女（出演：石田ゆり子、中島宏海 他）
  - 嵐の中の愛のように（出演：沢口靖子、浅丘ルリ子、東幹久 他）
  - 嘘でもいいから（出演：樋口可南子、稲垣吾郎 他）[10]

スペシャルドラマ
- 西遊記 - 3月28日
- ゴールデンボーイズ〜1960笑売人ブルース〜 - 8月24日
- 外科医・有森冴子 さよならスペシャル - 10月9日
- 鶴姫伝奇 -興亡瀬戸内水軍- - 12月28日

### TBS系
- ナショナル劇場
  - 大岡越前・第13部（出演：加藤剛 他）(1992年11月-）
  - 水戸黄門・第22部（出演：佐野浅夫、あおい輝彦、伊吹吾朗 他）- 黄門役が佐野浅夫に交代 (-1994年1月)
- 火9
  - いつか好きだと言って（出演：本木雅弘、鈴木京香、つみきみほ 他）
  - さくらももこランド・谷口六三商店（出演：加勢大周、鷲尾いさ子、泉谷しげる 他）
  - 新幹線物語'93夏（出演：小林稔侍、宮崎ますみ 他）
  - 憎しみに微笑んで（出演：柳葉敏郎、保坂尚輝 他）
- 木9
  - 家栽の人（主演：片岡鶴太郎）
  - 橋田壽賀子ドラマ 渡る世間は鬼ばかり第2シリーズ　（主演、山岡久乃　）
- 金9
  - 愛するということ（主演：緒形直人、小泉今日子）
  - ダブル・キッチン（出演：山口智子、野際陽子 他）
  - イエローカード（出演：陣内孝則、菊池桃子 他）
  - RUN（主演・主題歌：長渕剛）[10]
- 金曜ドラマ
  - 高校教師（出演：真田広之、桜井幸子 他)
  - わたしってブスだったの?（主演：松田聖子）
  - 誰にも言えない（出演：賀来千香子、佐野史郎 他）
  - 徹底的に愛は…（出演：仙道敦子、吉田栄作 他）[10]- 仙道と吉田のユニットNOAによる主題歌「今を抱きしめて」も話題に。
- 日曜劇場（4月 - ）
  - 丘の上の向日葵（出演：小林薫、島田陽子 他）
  - 課長サンの厄年（主演：萩原健一）
  - カミさんの悪口（主演：田村正和、篠ひろ子 他）[10]
- JTドラマBOX（毎日放送制作）
  - 泣きたい夜もある
  - デザートはあなた（主演：岩城滉一） ※最終作品
- 愛の劇場
  - 天国からもういちど
  - 子子家庭は危機一髪!（出演：友里千賀子、浜田光夫 他）
  - 年上でもいいじゃない
- オレたちのオーレ!（主演：大鶴義丹、寺脇康文）（毎日放送）[10]

スペシャルドラマ
- 説得（主演：ビートたけし）- 3月22日
- HOTELスペシャル'93春・秋 - 4月1日、9月30日
- 最後の同窓会 - 4月4日
- ホームワーク スペシャル（出演：唐沢寿明、清水美沙、福山雅治 他） - 10月1日
- 十年愛スペシャル - （出演：田中美奈子、浜田雅功 他）-　10月8日
- 大災難（主演：渡辺謙）- 11月15日[注 32]

### フジテレビ系
- 月9
  - あの日に帰りたい（主演：菊池桃子、工藤静香）
  - ひとつ屋根の下（出演：江口洋介、福山雅治 他）-　月9枠史上最高視聴率37.8%を記録。
  - じゃじゃ馬ならし（主演：中井貴一、観月ありさ）
  - あすなろ白書（出演：石田ひかり、筒井道隆 他）
- 水曜劇場
  - 振り返れば奴がいる（主演：織田裕二、石黒賢）
  - チャンス!（出演：三上博史、西田ひかる、東幹久 他）
  - 悪魔のKISS（主演：奥山佳恵、深津絵里、常盤貴子）
  - もう涙は見せない（主演：後藤久美子）
- 木曜劇場
  - 並木家の人々（出演：武田鉄矢、陣内孝則、安田成美 他）
  - 愛情物語 (出演:中村雅俊、真野響子 他)
  - 素晴らしきかな人生（出演：浅野温子、織田裕二 他）
  - 都合のいい女（出演：浅野ゆう子、宅麻伸 他）
- ボクたちのドラマシリーズ
  - 第1期
    - 白鳥麗子でございます!（出演：松雪泰子、萩原聖人、小松千春 他）
    - お願いダーリン!（出演：高橋由美子、森脇健児、井上晴美、西島秀俊 他）

  - 第2期
    - 白鳥麗子でございます!第2シリーズ（出演：松雪泰子、松岡俊介、田中律子 他）
    - お願いデーモン!（出演：戸田菜穂、森脇健児、大路恵美、香取慎吾 他）[10]
- 水曜時代劇
  - 銭形平次第3シリーズ（主演：北大路欣也）
  - 八丁堀捕物ばなし（出演：役所広司、いかりや長介 他）[10]
- if もしも（ストーリーテラー：タモリ）
- 東海テレビ制作昼の帯ドラマ
  - 正しい結婚
  - 誘惑の夏（主演：櫻井淳子）
  - ラスト・フレンド

スペシャルドラマ
- 季節はずれの海岸物語 '93冬 ひとりぼっちの波 - 1月7日
- 東京ラブストーリー特別編 - 2月12日
- 七衛門の首（主演：南原清隆）- 3月3日
- サザエさん2・3（出演：浅野温子、宅麻伸 他） - 4月9日、10月15日
- 日産60周年記念スペシャル 瀬戸内少年野球団 - 10月8日
- 夏目雅子物語（出演：夏川結衣、加賀まりこ 他）- 12月3日
- 季節はずれの海岸物語 砂浜のスケッチブック - 12月24日
- 振り返れば奴がいるSP - 12月29日

### テレビ朝日系
- 月曜ドラマ・イン
  - いちご白書（出演：小田茜、安室奈美恵、辺見えみり 他）
  - ツインズ教師（主演：髙嶋政宏、石黒賢）
  - 湘南女子寮物語（出演：水谷豊、田中律子 他）
  - 愛してるよ!（出演：田原俊彦、南野陽子、安達祐実 他）
- 水曜9時
  - はぐれ刑事純情派VI（主演：藤田まこと）
  - さすらい刑事旅情編VI（主演：三浦洋一）
- 木曜ドラマ
  - 七人の女弁護士3
  - セールスレディは何を見た
  - 法医学教室の事件ファイル2
  - 女検事の事件ファイル
- 日曜8時
  - ララバイ刑事'93（出演：片岡鶴太郎、中村あずさ、的場浩司 他)
- テレビ朝日木曜時代劇
  - 名奉行遠山の金さん5
- テレビ朝日土曜時代劇
  - 暴れん坊将軍V
- ABC制作火曜9時枠
  - ホテルドクター（主演：佐藤浩市） ※最終作品
- ABC制作火曜8時枠
  - シリーズ結婚白書 結婚・私が好きですか
  - 火曜ドラマリーグ（10月 - ）
    - 青春オフサイド!女教師と熱血イレブン（出演：かたせ梨乃、菊池健一郎 他） ※第1回作品
    - 真夜中を駆けぬける（主演：葉月里緒菜）
- インディ・ジョーンズ/若き日の大冒険（朝日放送、1月 - 3月） - 『驚きももの木20世紀』開始までのつなぎ番組。

スペシャルドラマ
- 失われたとき〜女たちの太平洋戦争II（脚本：橋田壽賀子） - 8月10日[9]
- 渡哲也の四匹の用心棒シリーズ第5弾 かかし半兵衛 - 10月7日[14]
- はぐれ医者 お命預かります! - 12月30日

### テレビ東京系
- 金曜時代劇シリーズ
  - 付き馬屋おえん事件帳2
  - お助け同心が行く!
  - 喧嘩屋右近II
- 日本名作ドラマ

スペシャルドラマ
- 12時間ワイド時代劇 徳川武芸帳 柳生三代の剣 - 1月2日
- 森蘭丸〜戦国を駆け抜けた若獅子〜 - 8月10日[9]
- 春日八郎物語 - 10月4日

## テレビアニメ
- ミラクル☆ガールズ（日本テレビ）
- ハウス食品世界名作劇場 若草物語 ナンとジョー先生（フジテレビ）
- 無責任艦長タイラー（テレビせとうち）
- 勇者特急マイトガイン（名古屋テレビ）
- 熱血最強ゴウザウラー（テレビ東京） - 『エルドランシリーズ』最終作[注 33]
- 美少女戦士セーラームーンR（テレビ朝日） - セーラームーンシリーズ2作目
- 機動戦士Vガンダム（テレビ朝日）
- ポコニャン!（NHK教育）
- 疾風!アイアンリーガー（テレビ東京）
- 剣勇伝説YAIBA（テレビ北海道）
- 忍たま乱太郎（NHK総合[15]）
- GS美神（朝日放送）
- うちのタマ知りませんか（毎日放送）
- ムカムカパラダイス（毎日放送）
- 大好き!ハローキティ（テレビ東京）
- 楽しいウイロータウン（テレビ東京）
- ジャングルの王者ターちゃん（テレビ東京）
- 平成イヌ物語バウ（朝日放送）
- 蒼き伝説シュート!（フジテレビ）[10]
- SLAM DUNK（テレビ朝日）
- しましまとらのしまじろう（テレビせとうち）[10]

スペシャルアニメ
- 進め!青春少年 海がきこえる（日本テレビ）- 5月5日。日本テレビ開局40周年記念作品[16]
- ルパン三世 ルパン暗殺指令（日本テレビ）- 7月23日、金曜特別ロードショー枠で放送
- バトルファイターズ 餓狼伝説2（フジテレビ）- 7月31日
- ヒロシマに一番電車が走った（NHK総合）- 8月6日、終戦特集の1本として放送
- 美味しんぼスペシャル 日米コメ戦争（日本テレビ）- 12月3日、金曜特別ロードショー枠で放送
- バトルスピリッツ 龍虎の拳（フジテレビ）- 12月23日

## 特撮番組
- 有言実行三姉妹シュシュトリアン（フジテレビ）- 東映不思議コメディーシリーズ最終作。
  - 出演：田中規子、石橋桂、広瀬仁美、佐渡稔、日向明子、麿赤児、吹越満 他
- 特捜ロボ ジャンパーソン（テレビ朝日）
  - 出演：小峰裕一、川嶋朋子、鳥居賞也、菅田俊、高橋和興、高畑淳子 他
- 五星戦隊ダイレンジャー（テレビ朝日）
  - 出演：和田圭市、能見達也、羽村英、土屋圭輔、高橋夏樹、酒井寿、中康治 他
- 電光超人グリッドマン（TBS）
  - 出演：小尾昌也、須藤丈二、服部ジュン、菅原剛、緑川光、佐藤正治 他

## 報道・情報・スポーツ・教養・料理・ドキュメンタリー・ミニ番組

### 開始番組
1月
- 特選!美味しいTV（テレビ朝日）

3月
- わいど!ウオッチャー（TBS）

4月
- NHKニュースおはよう日本（NHK総合）
- こんにちはいっと6けん（NHK総合）
- NHKニュース7（NHK総合）
- NHKニュース9（NHK総合）
- クローズアップ現代（NHK総合）
- スポーツタイム（NHK総合）
- ナイトジャーナル（NHK総合）
- ふるさと自然発見（NHK総合）
- 土曜美の朝（NHK総合）
- 疲労回復テレビ（NHK総合）
- 列島リレードキュメント（NHK総合）
- 旬の人旬の話（NHK総合）
- サンデー経済スコープ（NHK総合）
- 平成世の中研究所（NHK総合）
- おしゃれ工房（NHK教育）
- コンピューター未来館（NHK教育）
- 数学ボックス（NHK教育）
- はりきって体育（NHK教育）
- 世界がともだち（NHK教育）
- ジャパン&ワールド（NHK教育）
- すこやかシルバー介護（NHK教育）
- マイライフ（NHK教育）
- ETV特集（NHK教育）
- エドの楽しい園芸百科（NHK衛星第1）
- 競演・世界のシェフ（NHK衛星第1）
- 世界の祭り（NHK衛星第1）
- BSスポーツニュース（NHK衛星第1）
- Japan Business Weekly（NHK衛星第1）
- 世界の旅情報（NHK衛星第1）
- ニューヨーク情報（NHK衛星第1）
- BSワールドスポーツマガジン（NHK衛星第1）
- 世界・わが心の旅（NHK衛星第2）
- ザ・ワイド（日本テレビ・読売テレビ）
- なんだろう（日本テレビ）
- NNNニューススポット・あすの天気（日本テレビ）
- Jリーグホットカルチョ（日本テレビ）
- 花ごころ（日本テレビ）
- MTB遊々自在な旅（日本テレビ）
- 家物語（日本テレビ）
- RON!（日本テレビ）
- 報道特捜プロジェクト（日本テレビ）
- モグモグGOMBO（日本テレビ）
- YBCジパングあさ6（山形放送）
- YBCニュースプラス1（山形放送）改題リニューアル
- 輝いて…土曜日（福島中央テレビ）
- ワザあり!にっぽん（中京テレビ）
- 昼Nワイド（テレビ金沢）
- 天気予報（読売テレビ）
- 柏村武昭のテレビ宣言（広島テレビ）
- 進め!スポーツ元気丸（広島テレビ）
- RNCワイドニュースプラス1（西日本放送）
- もぎたてテレビ60（南海放送）改題リニューアル
- 朝6・45（四国放送）
- ジパングあさ6 OKINKA-TV（福岡放送）改題リニューアル
- ARIGA-10（TBS）
- 花生活（TBS）
- 逸見のその時何が!（毎日放送）
- RSK5時（山陽放送）
- FNN おはよう!サンライズ（フジテレビ）
- どうーなってるの?!（フジテレビ）
- デタカルチョ（フジテレビ）
- HELLO LONDON（フジテレビ）
- ワーズワースの庭で（フジテレビ）
- 隣りのネコ（フジテレビ）
- FNN東海テレビおはよう!サンライズ（東海テレビ）
- OSAKA発!730（関西テレビ）
- やる気タイム・10（関西テレビ）
- FNNとうほく ニュース一番星（仙台放送）改題リニューアル
- スーパーSATマイルド（仙台放送）改題リニューアル
- FNN FTVテレポート日曜版（福島テレビ）
- NSTスーパータイム予告編（新潟総合テレビ）
- Tamagoジャーナル（岡山放送）
- 3×3=Qでん（テレビ西日本）
- 新やじうまワイド（テレビ朝日）改題リニューアル
- スーパーモーニング（テレビ朝日）
- ANNニュース（テレビ朝日）
- ザ・ニュースキャスター（テレビ朝日）
- 気分はOn（テレビ朝日）
- ふしぎチャレンジ（テレビ朝日）
- パッパラ!パラダイス 朝から早坂（テレビ朝日）
- 木梨憲武のサッカーだ!（テレビ朝日）
- 邦子がタッチ（テレビ朝日）
- ステーションEYE週末版（テレビ朝日）
- 首都圏ニュース（テレビ朝日）
- Jリーグ A GOGO!!（テレビ朝日）
- みのもんたの見たい知りたい（テレビ朝日）
- おはよう発信基地（朝日放送）
- 朝だ!生です旅サラダ（朝日放送）
- ザ・包丁人（朝日放送）
- これは知ってナイト（朝日放送）
- 驚きももの木20世紀（朝日放送）
- YTS夕やけステーション（山形テレビ）※ネットチェンジに伴う
- YTSステーションEYE（山形テレビ）※ネットチェンジに伴う
- みやぎこどもステーション（東日本放送）
- 八波一起のTVイーハトーブ（東日本放送）
- KHBステーションEYE（東日本放送）
- 名古屋テレビぐっとイブニング（名古屋テレビ）
- KSB朝一番!ニュース&天気（瀬戸内海放送）
- 6時までまてない!!（瀬戸内海放送）
- ビジネスレーダー（テレビ東京）
- ぴいぷる（テレビ東京）
- やっぱり不思議!?（テレビ東京）改題リニューアル
- 三菱ダイヤモンド・サッカー（テレビ東京）復活
- 斎藤栄三郎のTVコラム（テレビ東京）
- TXNニュース（テレビ東京）
- 町おこし村おこし（テレビ大阪）

5月
- 速報!Jリーグ（TBS）
- にっぽん美味めぐり（テレビ東京）

6月
- 大阪ほんわかテレビ（読売テレビ）

7月
- TVおじゃマンボウ（日本テレビ）
- Dr.クラナガン（福岡放送）
- 食べて極楽!（中部日本放送）
- 朝イチ!プロ野球News（フジテレビ）
- TVぱびりOn（→TVぱびりおん）（テレビ朝日）
- オーレ!ワールドカップサッカー（テレビ東京）

10月
- おはよう世界のトップニュース（NHK衛星第1）
- なんだろう!?大情報!（日本テレビ）[10]
- 板東英二のズバリ!直球勝負（読売テレビ）[10]
- あなたにオンタイム（TBS）[10]
- ウオッチャー（TBS）改題リニューアル
- 情報スペースJ（TBS）[10]
- 迫って!GABURI。（毎日放送）※当初の予定により変更[10]
- スーパーサッカー（TBS）[10]
- タイムアングル（フジテレビ）「タイム3」から改題、枠拡大
- スーパータイム関東（フジテレビ）
- 料理の鉄人（フジテレビ）
- さわやか朝一番（関西テレビ）
- 痛快!エブリデイ（関西テレビ）
- スーパータイムHOKKAIDO（北海道文化放送）
- H・I・P（テレビ朝日）
- ウィークエンドライブ 週刊地球TV（テレビ朝日）
- 5時からワイド（山口朝日放送）
- OABプライムニュース（大分朝日放送）
- もっと素敵に!（テレビ東京）
- 元気増進!健康堂本舗（テレビ東京）

### 終了番組
2月
- 素敵な気分De!（TBS）

3月
- ニュースセンター首都圏（NHK総合）
- ミッドナイトジャーナル（NHK総合）
- 西田ひかるの痛快人間伝（NHK総合）
- あんぜんパトロール（NHK教育）
- にんげん家族（NHK教育）
- 社会福祉セミナー（NHK教育）
- サイエンス マンスリー（NHK衛星第1）
- 東京発エンタテイメントニュース・ウィークリー（NHK衛星第1）
- もぎたてテレビ10o'clock（南海放送）
- 新はやりもんくらぶ（山陽放送）
- わくわくせとらんど（山陽放送）
- モーニングLIVE（フジテレビ）
- FNN World Uplink（フジテレビ）
- FNN東海テレビWorld Uplink（東海テレビ）
- キャプテンさんまのはっ!とトリック（東海テレビ）
- FNN World Uplink おおさか（関西テレビ）
- トナリnoとなり（関西テレビ）
- FNNとうほく 金曜ニュース一番星（仙台放送）
- スーパーSAT（仙台放送）
- NSTニュース予告編（新潟総合テレビ）
- レインボー九州（テレビ西日本）
- 番組対抗Qイズ謎語（テレビ朝日）
- 朝からJOきげん（テレビ朝日）
- ビバ!Jリーグ（テレビ朝日）
- 530ステーション（テレビ朝日）
- 海江田万里のパワフルサタデー（朝日放送）
- 旅に夢中（朝日放送）
- 平成ふしぎ探検隊（朝日放送）
- 朝6時!YBCニュース（山形放送）
- YBCきょうのニュース・プラス1（山形放送）
- ニュースプラス1ふくしま土曜ワイド（福島中央テレビ）
- おはようみやぎ 大好き!こどもTV（東日本放送）
- トーホク独立TV（東日本放送）
- KHB 530ステーション ANN（東日本放送）
- KFB 530ステーション ANN（福島放送）
- NT21 530ステーション ANN（新潟テレビ21）
- ANNSKT530ステーション（静岡県民放送）
- ANN名古屋テレビ530ステーション（名古屋テレビ）
- ANN 530ステーションABC（朝日放送）
- KSB 530ステーション（瀬戸内海放送）
- ANN KAB530ステーション（熊本朝日放送）
- YTSニュース スーパータイム（山形テレビ）※ネットチェンジに伴う
- 不思議な世界（テレビ東京）
- 私の交遊抄（テレビ東京）
- 旅・たび・見旅（テレビ大阪）

4月
- NHKモーニングワイド（NHK総合）
- 7時のニュース（NHK総合）
- NHKニュース21（NHK総合）
- 日曜インタビュー（NHK総合）
- NHKモーニングワイドサンデー（NHK総合）
- NHK経済マガジン（NHK総合）
- リポートにっぽん（NHK教育）
- 6時だ!ETV（NHK教育）
- 産業情報（NHK教育）
- 世界の旅・祭り（NHK衛星第1）
- ニューヨーク・シティ情報（NHK衛星第1）
- ヨーロッパ・エンタテイメント情報（NHK衛星第1）
- 天気予報（日本テレビ）
- NNNニューススポット（日本テレビ）
- Beアップル2時!（読売テレビ）
- ごくらく生テレビ（日本テレビ）
- TV情報（日本テレビ）
- ガイド（日本テレビ）
- あすの全国の天気（日本テレビ）
- 番組フラッシュ（日本テレビ）
- NNNニュースプラス1ひろしま（広島テレビ）
- RNCワイド90プラス1（西日本放送）
- 朝一番!OKINKA-TV（福岡放送）
- キャッチアップ（TBS）
- ジョーダンじゃない!?（フジテレビ）
- やじうまワイド（テレビ朝日）
- モーニングショー（テレビ朝日）
- ニュースプロフィール（テレビ朝日）
- 人間探検!もっと知りたい!!（テレビ朝日）
- 首都圏ライナー（テレビ朝日）
- ANNニュースライナー（テレビ朝日）
- モーニングKSB（瀬戸内海放送）
- フレッシュ天気815（瀬戸内海放送）
- ビジネスマンNEWS（テレビ東京）

6月
- なぜなぜ九州（福岡放送）
- にっぽん美味めぐり（テレビ東京）

9月
- 逸見のその時何が!（毎日放送）
- ザ・CNN（テレビ朝日）
- 報道多チャンネル（テレビ朝日）
- けんみんテレビニューストピックス（静岡けんみんテレビ）※翌月からの社名変更に伴う
- タイム3（フジテレビ）
- オーレ!ワールドカップサッカー（テレビ東京）
- やっぱり不思議!?（テレビ東京）

10月
- ニュースコール おはよう藤田です（TBS）
- JNNニュースコール（TBS）
- やる気タイム・10（関西テレビ）

## バラエティ番組

### 開始番組
4月
- 自然がいちばん!地球塾（TBS）- 9月終了
- TVジェネレーション（TBS）
- 大石恵三（フジテレビ）- 9月終了
- とぶくすり（フジテレビ）
- さんまのナンでもダービー（テレビ朝日）
- キスした?SMAP（朝日放送）
- おまかせ!山田商会（テレビ東京）
- アンモナイト（テレビ東京）- 9月終了

5月
- おちゃのこサイサイ（TBS）- 9月終了[16]

10月
- 発明将軍ダウンタウン（日本テレビ）[10]
- ザッツ! 関口宏のPAPAパラダイス（TBS）
- ザッツ! ウェディングベル（TBS）※「ザッツ」枠廃止後も継続[10]
- ザッツ! コサキンルーの怒んないで聞いて!!（TBS）[10]
- 王道バラエティ つかみはOK!（TBS）[10]
- チャレンジ大魔王（TBS）[10]
- オルトレ・イ・チンクワンタ（フジテレビ）
- 平成初恋談義（フジテレビ）※当初の予定から変更
- 志村けんはいかがでしょう（フジテレビ）[10]
- ビートたけしのつくり方（フジテレビ）
- 殿様のフェロモン（フジテレビ）
- ネオバラエティ お茶とウンナン（テレビ朝日）
- ネオバラエティ タブロイドTV（テレビ朝日）
- ネオバラエティ 福ぶくろ（テレビ朝日）
- ネオバラエティ KISS・KISS（テレビ朝日）[14]
- GAHAHAキング 爆笑王決定戦（テレビ朝日）
- 拝見!スターの晩ごはん（テレビ東京）[17]
- 名門パープリン大学日本校（テレビ東京）- 12月終了
- モザイクな夜V3（北海道テレビ）

### 終了番組
3月
- ムーブ 三宅裕司のぎゃっぷウォーズ（TBS）
- ムーブ 島田弁護協会（TBS）
- テレビ近未来研究所（TBS）
- 快傑!ドクターランド（毎日放送）

6月
- ウッチャンナンチャンのやるならやらねば!（フジテレビ）※事故による打ち切り

9月
- ムーブ 関口宏の東京フレンドパーク（TBS）第1期終了
- 志村けんのだいじょうぶだぁ（フジテレビ）レギュラー放送終了
- タモリのボキャブラ天国（フジテレビ）第1期終了

## クイズ番組
開始番組
- クイズ日本人の質問（NHK総合）
- 所さんのお騒がせデス（読売テレビ）- 9月終了
- クイズテレビずき!（TBS）- 1月 - 9月
- ムーブ 三宅裕司の!どこが違うの? - 9月終了（枠廃止のため）
- ムーブ テレビ進学塾（TBS）- 9月終了（枠廃止のため）
- どうぶつ奇想天外!（TBS）[10]
- 世界とんでも!?ヒストリー（テレビ朝日）
- クイズ!紳助くん（朝日放送）

終了番組
- カルトQ（フジテレビ）
- 100万円クイズハンター（テレビ朝日）

## トーク番組
- 関口宏のびっくりトーク ハトがでますよ!→関口・邦子のびっくりトーク ハトがでますよ!（読売テレビ）
- ダウンタウンDX（読売テレビ）[10]

## 音楽番組
開始番組
- NHK歌謡コンサート（NHK総合）
- ふたりのビッグショー（NHK総合）
- ポップジャム（NHK総合）
- COUNT DOWN TV（TBS）ゴールデン枠の前身番組「突然バラエティー速報!!COUNT DOWN100」をリニューアル、ローカル・深夜枠へ（2025年現在も継続）
- キンカン民謡セレクション（フジテレビ）
- アイドルオンステージ（NHK衛星第2）

終了番組
- NHKヒットステージ（NHK総合）
- 突然バラエティー速報!!COUNT DOWN100（TBS）
- キンカン素人民謡名人戦（フジテレビ）

## 子供向け番組
- 天才てれびくん（NHK教育→Eテレ）
- ひらけ!ポンキッキ→ポンキッキーズ（フジテレビ）
- ウゴウゴルーガ2号（フジテレビ）
- スーパーマリオスタジアム（テレビ東京）『スーパーマリオクラブ』から改題

## 特別番組
- 1月6日 - おじゃましまーす!世界の家族（NHK総合）
- 3月4日 - オールスターおもしろスポーツマン大賞（日本テレビ）[注 34]
- 3月5日 - オールスター直撃!!究極の㊙指令（TBS）[注 35]
- 3月8日 - アーサー・C・クラーク 未来からの真実・2001頭脳の冒険（テレビ朝日）
- 3月10日 - ザ・立志伝（テレビ朝日）[注 36]
- 3月19日 - これがテレビの裏ワザだ!（フジテレビ）[注 37]
- 3月20日 - 青春TVタイムトラベル〜100万人大投票 発表!! 100の瞬間・100の感動〜（NHK衛星第2）
- 3月25日 - テレビ朝日開局35周年・日中国交回復20周年記念企画 揚子江（テレビ朝日）
- 3月26日 - 愛と逃亡の果て〜女優・岡田嘉子（TBS）
- 3月28日 - 史上最強のバラエティ クイズ100万ボルト（テレビ朝日）
- 5月5日[16]
  - おめでとう森繁久彌さん傘寿スペシャル（テレビ朝日）
  - データスペシャル 宇宙への贈り物・生命の未来と宇宙蝶の夢（TBS）
  - 映画に恋して愛して生きて・黒澤明と宮崎駿（日本テレビ）
- 8月22日 - 近未来テレビ"SIM"（NHK衛星第2）
- 10月20日 - 日本・ポルトガル友好450周年記念番組（NHK教育）[17]
- 12月31日〜1994年1月1日
  - スーパー電波バザール 年越しジャンボ同窓会（日本テレビ）

### 2回放送以上のシリーズ番組
- 1月1日
  - 平成あっぱれテレビ（日本テレビ）
  - 初詣!爆笑ヒットパレード（フジテレビ）
  - タモリ・たけし・さんまBIG3 世紀のゴルフマッチ（フジテレビ）
- 1月1日、5月6日、9月30日 - 第38・39・40回欽ちゃんの全日本仮装大賞（日本テレビ）
- 1月1日、4月10日、10月16日 - ビートたけしのお笑いウルトラクイズ（日本テレビ）
- 1月26日 - 第7回オールスタープロ野球対抗歌合戦（フジテレビ）[注 39]
- 3月18日 - 第7回全日本人文字コンテスト（日本テレビ）[注 34]
- 3月29日、10月4日 - FNS番組対抗!なるほど!ザ・春秋の祭典スペシャル（フジテレビ）
- 3月30日、10月5日 - 爆笑!オールスターものまね王座決定戦!!スペシャル（フジテレビ）
- 3月30日 - 宜保愛子霊能力スペシャル（TBS）
- 3月31日、10月6日 - 春・秋は人気番組で!!SHOW by ショーバイ世界まる見えマジカル頭脳で笑ってヨロシクどんなMONだい?!（日本テレビ）
- 3月31日
  - ダウンタウンの1億2千万人スーパー電リクパート3（TBS）
  - 夜のヒットスタジオリターンズスペシャル（フジテレビ）
- 4月3日、10月9日 - オールスター感謝祭'93超豪華!クイズ決定版 この春・秋お待たせ特大号（TBS）
- 4月8日、10月15日 - たけし・さんま世紀末特別番組!! 世界超偉人（1000万人・10000万人）伝説（日本テレビ）
- 8月27日 - ライオンスペシャル 全国高等学校クイズ選手権（日本テレビ）
- 8月28日〜29日 - 24時間テレビ15「愛は地球を救う」（日本テレビ）
- 10月7日[14]
  - 世界ビックリ大賞第22弾（日本テレビ）[注 34]
  - 緊急生中継!全国警察犯罪捜査網 今夜あなたは目撃者（日本テレビ）
- 10月31日 - 驚異の小宇宙 人体2 脳と心（NHK総合）[注 40]
- 12月7日 - '93FNS歌謡祭（フジテレビ）
- 12月24日
  - 明石家サンタの史上最大のクリスマスプレゼントショー（フジテレビ）
- 12月26日
  - ザ・ベストテン同窓会（TBS）
- 12月30日〜31日 - メディアが伝えた決定的瞬間! 関口宏の報道30時間テレビ（TBS）
  - 12月31日 - 輝く!第35回日本レコード大賞
- 12月31日
  - 第44回NHK紅白歌合戦（NHK総合・BS2）
  - 大みそかだよ!ドラえもん（テレビ朝日）
  - 年忘れにっぽんの歌（テレビ東京）
- 12月31日〜1994年1月1日
  - ゆく年くる年（NHK総合）
  - サザンオールスターズ年越しライブ（TBS）- 「報道30時間テレビ」終了後に放送

### レギュラー番組のスペシャル版
- 1月1日
  - 新春笑点スペシャル（日本テレビ）
- 1月7日
  - クイズ!年の差なんてアンビバスペシャル（フジテレビ）
- 1月13日、4月7日、10月13日 - MJ SPECIAL（フジテレビ）
- 3月23日 - 邦子と徹のあんたが主役 春の番組まつり 超豪華!夢の祭典!!（テレビ朝日）
- 3月24日 - さんまのナンでもダービー7〜春のグランプリ（テレビ朝日）※レギュラー化直前
- 3月28日、10月17日 - 芸能人ザッツ宴会テイメント（日本テレビ）
- 4月8日 - ダウトをさがせ! 春のスペシャルダネ!（毎日放送）
- 10月7日[14]
  - 上岡龍太郎スペシャル ミスターレディー50人決定版（TBS）
  - スーパータイム10周年記念スペシャル 真実の衝撃!（フジテレビ）
- 12月27日
  - '93笑っていいとも!年忘れ特大号（フジテレビ）
- 12月31日
  - 大みそかだよ!ドラえもん（テレビ朝日）

### 皇太子ご成婚関連特別番組
- 6月9日
  - NHK総合
    - 皇太子さま・雅子さん 結婚の儀（8:30 - 11:25）[18]
    - 朝見の儀・パレード（14:45 - 17:40）[19]

  - 日本テレビ
    - NNN皇太子さま・雅子さんご成婚スペシャル 麗しのプリンセス誕生! 14時間テレビ（5:59 - 19:00）[20]

  - TBS
    - 雅子妃殿下誕生絵巻（5:45 - 20:54）[21]

  - テレビ東京
    - 特別番組 皇太子さま雅子さまご結婚中継(6:00 - 6:55・9:30 - 11:00・14:55 - 18:00)[22]

## 既存番組の音声多重化

### ステレオ放送化
- なるほど!ザ・ワールド（フジテレビ）- 10月12日から

## キャンペーン
- 「みんなの中に、私はいます。」（日本テレビ、開局40周年記念）
- 「テレビ道」（TBS、春）
- 「だいたん、ていねい。テレビ道」（TBS、秋）
- 「『サービス』とは何でしょうか?」（フジテレビ）
- 「On TV Asahi」（テレビ朝日）